# Ostblockschlampen
Ostblockschlampen, znany również jako Eastblock Bitches – niemiecki duet DJ-ski i producencki, w skład którego wchodzą Sophie Schäfer (ur. w 1989 pod Lipskiem) i Markus Lange (ur. w 1985 w Forst (Lausitz)). Zespół został założony w 2009 roku i tworzy muzykę będącą mieszanką Dirty Dutch, EDM, trapu oraz moombahton.
W 2010 roku ukazał się pierwszy EP grupy zatytułowany Rude Nudes, w 2011 został wydany singiel „Bitches from Ostblock” cyfrowo i fizycznie nakładem nowojorskiej wytwórni Coco Machete. Od tego czasu Lange i Schäfer koncertowali w Europie i grali na różnych festiwalach. Większą popularność poza rodzinnym krajem zdobyli w 2020 roku po wydaniu singla „Virus”, który dotarł do 29 miejsca notowania AirPlay – Top w Polsce.

## Dyskografia

### Albumy
- 2013: Signs – Album Teil 1
- 2013: Zambia / Malimba – Album Teil 2

### Kompilacje
- 2011: This is Coco Machete – Bitches from Ostblock
- 2012: Pressure – The official Electronic Music Festival Mix-CD
- 2012: SOS – Bitches from Ostblock